# Унтер-Івес
Унте́р-Іве́с (індонез. Unter Iwes) — один з 24 районів округу Сумбава провінції Західна Південно-Східна Нуса у складі Індонезії. Розташований у центральній частині. Адміністративний центр — селище Керато.
Населення — 18466 осіб (2012; 18150 в 2010).

## Адміністративний поділ
До складу району входять 3 селища та 5 сіл:
| Населений пункт      | Населення, осіб (2010) |
| -------------------- | ---------------------- |
| Боак, село           | 1730                   |
| Джорок, село         | 1161                   |
| Керато, селище       | 3721                   |
| Керекех, село        | 1888                   |
| Ніджанг, селище      | 1596                   |
| Пелат, село          | 4386                   |
| Пунгка, село         | 1526                   |
| Ума-Берінгін, селище | 2142                   |